# Вилијам Хау
Вилијам Хау, пети виконт Хау (енгл. William Howe, 5th Viscount Howe; 10. август 1729 — Твикенхам, 12. јул 1814) је био генерал британске војске који је је постао врховни командант британских снага током Америчког рата за независност. Хау је био један од тројице браће које су имали успешне каријере. Вилијам Хау се родио у Енглеској као трећи син Емануела Хауа и Марије Софије. Марија Софија је била кћерка полусестре тадашњег британског краља Џорџа I. Везе са краљем су помогле у каријери све тројице браће Хау, али су и они саму били врло способни официри. Вилијамов најстарији брат је био генерал Џорџ Хау који је погинуо у бици код Каријона близу Форт Тајкондероге. Други брат му је био адмирал Ричард Хау.
Када је приступио војсци 1746. Хау је био у служби у Рату за аустријско наслеђе и Седмогодишњем рату. Познат је по својој улози у освајању Квебека 1759. када је предводио британске војнике да заузму клифове код Ансе о Фулона, што је омогућило Џејмсу Вулфу да искрца своју војску и сукоби се са Французима у бици на Абрахамовој заравни. Хау је такође учествовао у походима на Луисбург, Бел Ил и Хавану.
Хау је послат у Северну Америку у марту 1775, а тамо је стигао у мају пошто је Амерички рат за независност већ почео. Након вођења британских војника у скупој победи у бици код Банкер Хила, Хау је у септембру преузео од Томаса Гејџа команду над свим британским војницима у Америци. Хауово ангажовање у Северној Америци су обележили успешна освајања Њујорка и Филаделфије. Међутим, лоше британско планирање за 1777. годину је допринело неуспеху Бергојнове Саратошке операције, што је играло важну улогу у приступању Француске у рат. Хаува улога у смишљању тих планова и степен одговорности за британске неуспехе те године (упркос његовом личном успеху код Филаделфије) су и даље предмет дебата.
Поднео је оставку на месту врховног команданта Северне Америке 1778. и вратио се у Енглеску, где је повремено био активан у одбрани Британских острва. Био је дуго година посланик у Парламенту, а добио је титулу витеза због својих успеха 1776. Наследио је виконство Хау након смрти свог брата Ричарда 1799. Био је ожењен, али није имао деце, па је виконство изумрло након његове смрти 1814.